# Гаљоле
Гаљоле (итал. Gagliole) насеље је у Италији у округу Мачерата, региону Марке.
Према процени из 2011. у насељу је живело 130 становника. Насеље се налази на надморској висини од 479 м.

## Становништво
| 1936. | 1951. | 1961. | 1971. | 1981. | 1991. | 2001. | 2011. |
| ----- | ----- | ----- | ----- | ----- | ----- | ----- | ----- |
| 1.398 | 1.363 | 992   | 661   | 705   | 617   | 670   | 655   |